# Райці
Ра́йці (однина — райця чи раєць), ратмани (нім. Rat — рада і нім. Mann — людина), також консули — члени виборної міщанами ради магістрату, яка відала дотриманням чинного законодавства, правил торгівлі, діяльністю ремісничих цехів, обороною міста (спорудженням фортифікацій, озброєнням), впорядкуванням і забудовою міста, закладенням міських шпиталів, шкіл, лазень, набуттям громадянства даного міста, успадкуванням майна (див. Магдебурзьке право).
Райців обирали з представників заможної верхівки міського населення. Але фактично в ряді міст їх призначав війт. У великих містах питаннями судочинства займались спеціально обрані лавники, що засідали під головуванням війта.
Інститут райців існував на теренах України, що входили до Польсько-Литовської держави. На теренах Московського царства самоврядування міст на основі магдебурзького права не було запроваджено. Після 1654 р. самоврядування зберігалося в багатьох містах, що перейшли під владу Московського царства.
Посади райців були скасовані через ліквідацію магістратів у Галичині та Буковині в середині 1780-х рр., а на українських землях у складі Російської імперії — за судовою реформою 1864 року.